# Plaques de matrícula de Carolina del Sud

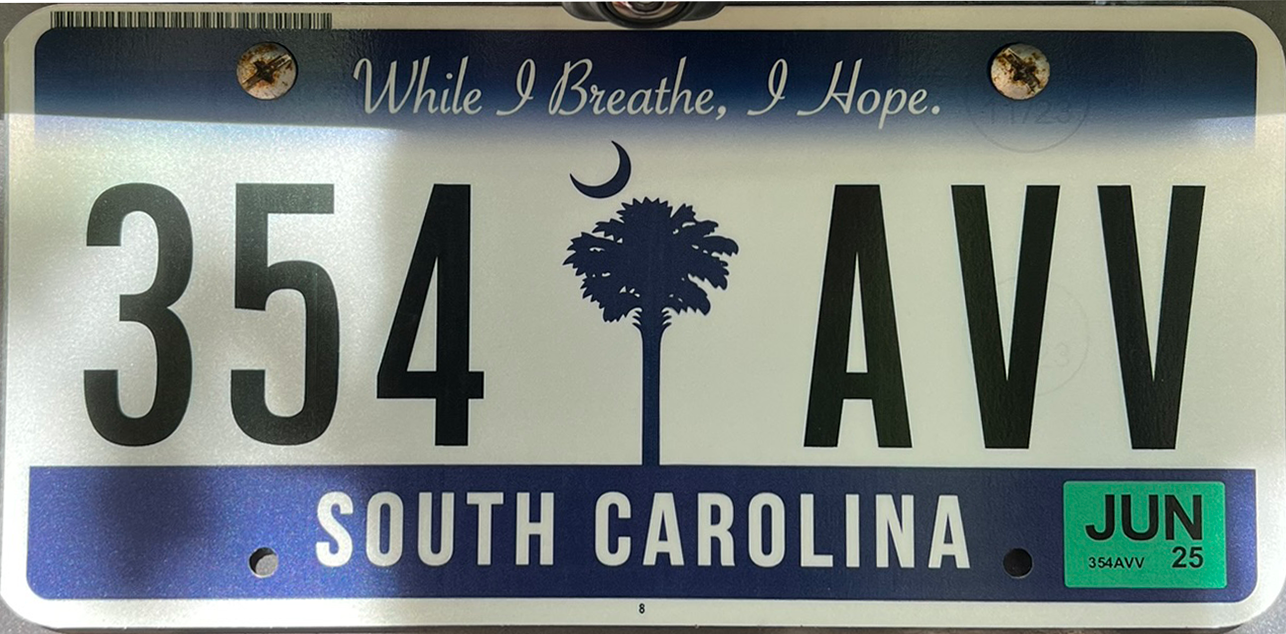
Model actual de matrícula de Carolina del Sud des de l'octubre del 2023.

Les Plaques de matrícula de Carolina del Sud es componen, des de l'octubre del 2023, d'un sistema de combinació alfanumèric format per tres xifres i tres lletres separades per un espai (ex. 123 ABC). Els caràcters són de color blau marí sobre un fons reflectant blanc amb una imatge gràfica en blau marí també de la palmera i el creixent de la bandera estatal al centre i que actua com a separador de la combinació. El nom de l'estat, "SOUTH CAROLINA", apareix en blanc a la part inferior sobre una franja blau marí i l'eslogan "While I Breathe, I Hope" a la superior. Aquest disseny de placa es va introduir el febrer del 2016.
Des del 2023 les plaques són emeses per l'estat de Carolina del Sud a través de la seva Divisió de Vehicles de Motor (SCDMV). Només calen plaques posteriors des de 1975.

## Història
La primera llei de registre a Carolina del Sud es promulgà el 1906 en que obligava als propietaris de tots els vehicles de motor a registrar-se al seu comtat de residència, pagar una tarifa única d'1 $ i mostrar una placa posterior proporcionada pel mateix propietari amb el nom del comtat i xifres de 3 polzades d'alçada en negre sobre fons blanc. La Llei 163 de 1917, promulgada per l'estat de Carolina del Sud i d'efectivitat immediatament va crear el Departament de Carreteres de l'Estat i va posar fi a tots els registres de vehicles de motor de ciutats i comtats.
El 1956, el Canadà i els Estats Units d'Amèrica van arribar a un acord amb l'Associació Americana d'Administradors de Vehicles de Motor, l'Associació de Fabricants d'Automòbils i el Consell Nacional de Seguretat en que es concretava una mida única de les plaques de vehicles de passatgers a 150 mm per 300 mm (6 per 12 polzades), amb forats per poder-les muntar espaiats 180 mm (7 polzades), tot i que les dimensions o poden variar lleugerament segons la jurisdicció. Carolina del Sud va adoptar aquest estàndard el mateix any 1956.

### Models de 1917 fins 1975
| Imatge | Data d'expedició             | Disseny | Lema                                                                      | Combinació utilitzada | Notes |
| ------ | ---------------------------- | --- | ------------------------------------------------------------------------- | --------------------- | --- |
|        | 1917                         | Caràcters en relleu de color negre sobre fons groc clar. "SC 17" a la dreta.                                                             | Sense lema                                                                | 12345                 | Plaques de mides: 4 caràcters (6" x 13 1/2") i 5 caràcters (6" x 14 1/2"). |
|        | 1918                         | Caràcters en relleu de color blanc sobre fons verd. "SC 18" a l'esquerra.                                                                | Sense lema                                                                | 12345                 | |
|        | 1919                         | Caràcters en relleu de color blau sobre fons blanc. "S.C. 1919" centrat a baix.                                                          | Sense lema                                                                | 12345                 | Cnvi de mides a 6" x 12". |
|        | 1920                         | Caràcters en relleu de color blanc sobre fons negre. "S.C. 1920" centrat a baix.                                                         | Sense lema                                                                | 12345                 | |
|        | 1921                         | Caràcters en relleu de color vermell sobre fons negre. "S.C. 1921" centrat a baix.                                                       | Sense lema                                                                | A12-345               | La lletra correspon a la classe assignada segons el pes del vehicle de passatgers (lletres de la A fins la G), els camions (de la H a la Q). Canvi de mides a 6" x 12 1/2".                                                                           |
|        | 1922                         | Caràcters en relleu de color negre sobre fons blanc. "SC 22" a la dreta.                                                                 | Sense lema                                                                | A12-345               | Canvi de mides a. Tipus 1 (5 1/2" x 16"), tipus 2 (5 1/2" x 15 1/2"). |
|        | 1923                         | Caràcters en relleu de color blanc sobre fons negre. "SC 23" a la dreta.                                                                 | Sense lema                                                                | A12-345               | |
|        | 1924                         | Caràcters en relleu de color negre sobre fons carabassa. Monograma de "24" i "SC" a la dreta.                                            | Sense lema                                                                | A123-456              | Canvi de mides a 5" x 15 1/2". |
|        | 1925                         | Caràcters en relleu de color blanc sobre fons verd. Monograna de "SC" i "25" a la dreta.                                                 | Sense lema                                                                | A123-456              | Només canvi de la mida de la placa amb 7 caràcters a 5" x 16 3/4". |
|        | 1926                         | Caràcters en relleu de color vermell sobre fons blanc. Inicials "SC" separades per una palmera en relleu que conté "26", tot a la dreta. | Sense lema                                                                | A123-456              | Canvi de mides a 5" x 17". |
|        | 1927                         | Caràcters en relleu de color blanc sobre fons verd. Inicials "SC" separades per una palmera en relleu que conté "27", tot a la dreta.    | Sense lema                                                                | A123-456              | Canvi de mides a 6" x 15 1/4". |
|        | 1928                         | Caràcters en relleu de color negre sobre fons groc. "SOUTH CAROLINA 1928" a baix.                                                        | Sense lema                                                                | A123-456              | Primera placa amb el nom complet de l'estat. Canvi de mides a: 2-6 caràcters (5 1/2" x 12") i 7 caràcters (5 1/2" x 13 1/2"). |
|        | 1929                         | Caràcters en relleu de color negre sobre fons blanc. "SOUTH CAROLINA 1929" a baix.                                                       | Sense lema                                                                | A-12-345              | |
|        | 1930                         | Caràcters en relleu de color blanc sobre fons negre. "SOUTH CAROLINA 1930" a baix.                                                       | "IODINE" en vertical a la dreta.                                          | A-12-345              | El lema fa alusió a la campanya de la Comissió de Recursos Naturals de Carolina del Sud de relacions públiques per anunciar els alts nivells de iode que es trobaven als productes cultivats i priduïts a l'estat. Canvi de mides a 5 1/2" x 13 1/8". |
|        | 1931                         | Caràcters en relleu de color verd sobre fons gris. "S.C."i "31" a baix.                                                                  | "THE IODINE STATE" entre les inicials de l'estat i l'any.                 | A-12-345              | |
|        | 1932                         | Caràcters en relleu de color negre sobre fons daurat. "S.C."i "32" a dalt.                                                               | "THE IODINE STATE" entre les inicials de l'estat i l'any.                 | A-12-345              | |
|        | Gener - octubre 1933         | Caràcters en relleu de color negre sobre fons blanc. "SC 33" a la dreta.                                                                 | "THE IODINE PRODUCTS STATE" a baix.                                       | A-12-345              | Canvi de mides a 6" x 14 1/8". |
|        | November 1933 - abril 1934   | Caràcters en relleu de color negre sobre fons groc. "SC · EXPIRES APR 30 · 34" a dalt.                                                   | Sense lema                                                                | A-12-345              | |
|        | Maig - octubre 1934          | Caràcters en relleu de color groc sobre fons negre. "SC · EXPIRES OCT 31 · 34" a baix.                                                   | Sense lema                                                                | A-12-345              | Canvi de mides a 6" x 12 1/2". |
|        | Novembre 1934 - abril 1935   | Caràcters en relleu de color blanc sobre fons negre. "SC · APRIL 30 · 35" a dalt.                                                        | Sense lema                                                                | A-12-345              | |
|        | Maig - octubre 1935          | Caràcters en relleu de color negre sobre fons blanc. "SC · OCTOBER 31 · 35" a baix.                                                      | Sense lema                                                                | A-12-345              | |
|        | Novembre 1935 - abril 1936   | Caràcters en relleu de color groc sobre fons negre. "SC · APRIL 30 · 36" a dalt.                                                         | Sense lema                                                                | A-12-345              | |
|        | Maig - octubre 1936          | Caràcters en relleu de color negre sobre fons groc. "SC · OCTOBER 31 · 36" a baix.                                                       | Sense lema                                                                | A-12-345              | |
|        | Novembre 1936 - octubre 1937 | Caràcters en relleu de color negre sobre fons blanc. "SC · OCTOBER 31 · 37" a baix.                                                      | Sense lema                                                                | A·12·345              | |
|        | 1937-38                      | Caràcters en relleu de color negre sobre fons groc. "SOUTH CAROLINA 38" a baix.                                                          | Sense lema                                                                | A·12·345              | |
|        | 1938-39                      | Caràcters en relleu de color negre sobre fons blanc. "SOUTH CAROLINA 39" a baix.                                                         | Sense lema                                                                | A·12·345              | |
|        | 1939-40                      | Caràcters en relleu de color groc sobre fons negre. "SC · OCTOBER 31 · 40" a baix.                                                       | Sense lema                                                                | A·12·345              | |
|        | 1940-41                      | Caràcters en relleu de color negre sobre fons groc. "SOUTH CAROLINA 41" a baix.                                                          | Sense lema                                                                | A·12·345              | |
|        | 1941-42                      | Caràcters en relleu de color groc sobre fons negre. "SOUTH CAROLINA 42" a dalt.                                                          | Sense lema                                                                | A·12·345              | |
|        | 1943-44                      | Caràcters en relleu de color groc sobre fons negre. "SOUTH CAROLINA 43" a baix.                                                          | Sense lema                                                                | A·12·345              | Revalidada pel 1944 amb etiquetes verdes, degut a la preservació de metall per a la Segona Guerra Mundial. |
|        | 1945                         | Caràcters en relleu de color groc sobre fons verd. "SOUTH CAROLINA 45" a dalt.                                                           | Sense lema                                                                | A·12·345              | |
|        | 1946                         | Caràcters en relleu de color platejat sobre fons negre. "SOUTH CAROLINA 46" a baix.                                                      | Sense lema                                                                | A·12·3456             | |
|        | 1947                         | Caràcters en relleu de color negre sobre fons groc. "SOUTH CAROLINA 47" a dalt.                                                          | Sense lema                                                                | A·12·3456             | |
|        | 1948                         | Caràcters en relleu de color groc sobre fons negre. "SOUTH CAROLINA 48" a baix.                                                          | Sense lema                                                                | A·12·3456             | |
|        | 1949                         | Caràcters en relleu de color blanc sobre fons negre. "SOUTH CAROLINA 49" a dalt.                                                         | Sense lema                                                                | A·12·3456             | |
|        | 1950                         | Caràcters en relleu de color negre sobre fons blanc. "SOUTH CAROLINA 50" a baix.                                                         | Sense lema                                                                | A·12·3456             | |
|        | 1951                         | Caràcters en relleu de color blanc sobre fons negre. "SOUTH CAROLINA 51" a dalt.                                                         | Sense lema                                                                | A·12·3456             | |
|        | 1952                         | Caràcters en relleu de color groc sobre fons negre. "SOUTH CAROLINA 52" a baix.                                                          | Sense lema                                                                | A·12·3456             | |
|        | 1953                         | Caràcters en relleu de color negre sobre fons groc. "SOUTH CAROLINA 53" a dalt.                                                          | Sense lema                                                                | A·12·3456             | |
|        | 1954                         | Caràcters en relleu de color blanc sobre fons negre. "SOUTH CAROLINA 54" a baix.                                                         | Sense lema                                                                | A·12·3456             | |
|        | 1955                         | Caràcters en relleu de color negre sobre fons blanc. "SOUTH CAROLINA 55" a dalt.                                                         | Sense lema                                                                | A·12·3456             | Canvi de mides a: Tipus 1 (6" x 12 1/2"), Tipus 2 (6" x 12"). |
|        | 1956                         | Caràcters en relleu de color negre sobre fons groc. "SOUTH CAROLINA 56" a baix.                                                          | Sense lema                                                                | A-123456              | S'estandaritza la mida de la placa a 6" x 12". |
|        | 1957                         | Caràcters en relleu de color blanc sobre fons blau. "SOUTH CAROLINA 57" a dalt.                                                          | Sense lema                                                                | A-123456              | |
|        | 1958                         | Caràcters en relleu de color blau sobre fons blanc. "SOUTH CAROLINA 58" a baix.                                                          | Sense lema                                                                | A-123456              | |
|        | 1959                         | Caràcters en relleu de color blanc sobre fons blau. "SOUTH CAROLINA 59" a dalt.                                                          | Sense lema                                                                | A123456               | |
|        | 1960                         | Caràcters en relleu de color blau sobre fons blanc. "SOUTH CAROLINA 60" a baix.                                                          | Sense lema                                                                | A123456               | |
|        | 1961                         | Caràcters en relleu de color vermell sobre fons blanc. "SOUTH CAROLINA 61" a dalt.                                                       | Sense lema                                                                | A·12·3456             | |
|        | 1962                         | Caràcters en relleu de color blanc sobre fons vermell. "SOUTH CAROLINA 62" a bix.                                                        | Sense lema                                                                | A·12·3456             | |
|        | 1963                         | Caràcters en relleu de color blanc sobre fons verd. "SOUTH CAROLINA 63" a dalt.                                                          | Sense lema                                                                | A·12·3456             | |
|        | 1964                         | Caràcters en relleu de color blanc sobre fons negre. "SOUTH CAROLINA 64" a baix.                                                         | Sense lema                                                                | A123456 AB1234        | S'introdueix el format de sèrie de dues lletres per a cada classe de pes, tot i que es continua utilitzant el format d'una lletra. |
|        | 1965                         | Caràcters en relleu de color negre sobre fons blanc. "SOUTH CAROLINA 65" a dalt.                                                         | Sense lema                                                                | A·12·3456 AB·1234     | |
|        | 1966                         | Caràcters en relleu de color blanc sobre fons blau. "SOUTH CAROLINA 66" a baix.                                                          | Sense lema                                                                | A 12·3456 AB 1234     | |
|        | 1967                         | Caràcters en relleu de color blau marí sobre fons blanc. "SOUTH CAROLINA" centrat a dalt i "1967" a baix.                                | Sense lema                                                                | A 12·3456 AB 1234     | |
|        | 1968                         | Caràcters en relleu de color blanc sobre fons negre. "SOUTH CAROLINA" centrat a dalt i "19 AUTO 68 " a baix.                             | Sense lema                                                                | A 12·3456             | |
|        | 1969                         | Caràcters en relleu de color blanc sobre fons blau. "SOUTH CAROLINA" centrat a dalt i "1969" a baix.                                     | Sense lema                                                                | A 123456 AB 1234      | |
|        | 1970                         | Caràcters en relleu de color blanc sobre fons verd. "SOUTH CAROLINA" a dalt.                                                             | "300 YEARS" centrat a baix entre "1670" a l'esquerra i "1970" a la dreta. | A 123456 AB 1234      | Commemoració del 300 aniversari de l'assentament de Carolina del Sud. |
|        | 1971                         | Caràcters en relleu de color blanc sobre fons marró. "SOUTH CAROLINA" centrat a dalt i "1971" a baix.                                    | Sense lema                                                                | A 123456 AB 1234      | |
|        | 1972                         | Caràcters en relleu de color blanc sobre fons negre. "SOUTH CAROLINA" centrat a dalt i "1972" a baix.                                    | Sense lema                                                                | ABC 123               | Per a cada sèrie de tres lletres, només es van emetre del 101 al 250. Aquesta pràctica va continuar fins al 1975. |
|        | 1973                         | Caràcters en relleu de color blanc sobre fons blau. "SOUTH CAROLINA" centrat a dalt i "1973" a baix.                                     | Sense lema                                                                | ABC 123               | |
|        | 1974                         | Caràcters en relleu de color blanc sobre fons verd. "SOUTH CAROLINA" centrat a dalt i "1974" a baix.                                     | Sense lema                                                                | ABC 123               | |
|        | 1975                         | Caràcters en relleu de color blanc sobre fons grana. "SOUTH CAROLINA" centrat a dalt i "1975" a baix.                                    | Sense lema                                                                | ABC 123               | |

### Models de 1976 fins avui dia
| Imatge | Data d'expedició           | Disseny | Lema                                               | Combinació utilitzada | Notes |
| ------ | -------------------------- | --- | -------------------------------------------------- | --------------------- | --- |
|        | 1976-desembre 1979         | Caràcters en relleu de color blau sobre fons reflectant blanc. Imatge gràfica d'una palmera i un canó al centre. "1775" i "1783" a banda i banda del canó. Franja vermella inferior que conté "SOUTH CAROLINA" centrat en blanc.                       | "1776 Bicentennial 1976" centrat a dalt.           | ABC 123               | Commemoració tant del Bicentenari dels Estats Units com de la guerra de la Independència. |
|        | 1980-desembre 1984         | Caràcters en relleu de color blau sobre fons reflectant blanc. Imatge gràfica en blau de la silueta de l'estat que conté el segell. "South Carolina" en vermell centrat a baix.                                                                        | Sense lema                                         | ABC 123               | |
|        | 1985-89                    | Caràcters en relleu de color blau sobre fons reflectant blanc. Imatge gràfica d'una palmera al centre i "SOUTH CAROLINA" en vermell centrat a dalt. | Sense lema                                         | ABC 123               | |
|        | 1990-97                    | Caràcters en relleu de color negre sobre fons reflectant blanc. Imatge d'un cargolet de Carolina sobre una branca de gelsemi al centre i part superior, "SOUTH CAROLINA" en marró centrat a baix.                                                      | Sense lema                                         | ABC 123               | Premiada el 1980 com a "placa de l'any" a la millor matrícula estàndard nova per l'Associació de Col·leccionistes de Matrícules d'Automòbils (ALPCA).                                                             |
|        | 1998-octubre 2007          | Caràcters en relleu de color negre sobre fons reflectant blanc. Imatge gràfica en blau d'una muntanya a la part superior i laterals i una palmera al centre. "South Carolina" en blau cel centrat a baix.                                              | "Smiling Faces. Beautiful Places." centrat a dalt. | 123 ABC               | Les lletres I, O i Q no s'utilitzen, i la U només s'utilitza a partir de 2002, començant per la sèrie NKU. |
|        | Octubre 2007 - juny 2008   | Mateix model que l'anterior però els caràcters són impresos. | Sense lema                                         | 123 ABC               | Canvi de tipografia al passar a caràcters impressos. |
|        | Juliol 2008 - gener 2016   | Caràcters en color negre sobre fons reflectant blanc. Imatge gràfica d'una posta de sol amb la bandera estatal al centre. | "TRAVEL2SC.COM"                                    | ABC 123               | La lletra O no s'utilitza. Aquesta pràctica continua fins a l'octubre de 2023. |
|        | Febrer 2016 - octubre 2023 | Caràcters en color negre sobre fons reflectant blanc. Imatge gràfica en blau marí de la palmera i el creixent de la bandera estatal al centre que actua com a separador de la combinació. "SOUTH CAROLINA" en blanc a baix sobre una franja blau marí. | "While I Breathe, I Hope" centrat a dalt.          | ABC 123               | Incorpora un codi de barres a l'extrem inferior dret. |
|        | Octubre 2023 - avui dia    | Mateix model que l'anterior. | "While I Breathe, I Hope" centrat a dalt.          | 123 ABC               | Nou tipus de tipografia. S'utilitza la lletra O. Les plaques d'aquesta edició també presenten un nombre molt petit a la part inferior central fet pel fabricant i un codi de barres a l'extrem superior esquerre. |

## Altres tipus

### Especials
Actualment Carolina del Sud emet un ampli assortiment de dissenys de matrícules especials on els propietaris poden mostrar el seu suport o afiliació a una organització educativa, benèfica o a causes tant locals com nacionals. Aquests dissenys també permeten la personalització de la combinació de la matrícula.
| Imatge | Data d'expedició           | Tipus           | Disseny | Lema                                        | Combinació utilitzada | Notes |
| ------ | -------------------------- | --------------- | --- | ------------------------------------------- | --------------------- | --- |
|        | Febrer 2003 - octubre 2007 | In God we trust | Caràcters en relleu de color negre sobre fons reflectant degradat blau cel a blanc. Banderes nacional i estatal, una sota l'altra, al centre. "South Carolina" centrat a baix. | "IN GOD WE TRUST" en daurat centrat a dalt. | 123 4AB               | D'octubre de 2007 a desembre de 2015 s'ofereix el mateix model però amb la sèrie impresa enlloc de en relleu. |
|        | 2016 - avui dia            | In God we trust | Caràcters de color negre sobre fons reflectant blanc. Banderes nacional i estatal a l'esquerra. "South Carolina" centrat a baix.                                               | "IN GOD WE TRUST" en negre centrat a dalt.  | 1234AB                | |

### Motocicletes
Les motocicletes utilitzen des del maig del 2015 un model de placa amb una combinació de color negre sobre fons reflectant blanc formada per la lletra "Z" seguida d'un altra lletra en vertical i cinc xifres (ex. Z/B 12345) amb la inscripció "SOUTH CAROLINA" centrada a dalt. Les sèries Z/A10001 a Z/A99999 estan reservades per motocicletes antigues.

### Vehicles de lloguer
Els vehicles de lloguer utilitzen des del 2016 un model de placa amb una combinació de color negre que comença per la lletra X seguida de sis xifres (ex. X123456) amb les inscripcions "SOUTH CAROLINA" centrada a baix i "DEALER" a dalt.

### Fabricació
Els vehicles utilitzen un model de placa amb una combinació de color negre que comença per les lletres "MA" seguides per quatre xifres (ex. MA 1234) amb "MOTOR VEHICLE MANUFACTURER" a dalt i "SOUTH CAROLINA" a baix.

### Camions
Els camions utilitzen des del maig del 2015 un model de placa amb una combinació de color negre que comença per la lletra "P" seguida de sis xifres (ex. P123456) més les inscripcions "South Carolina" centrada a baix i "Property Carrying" a dalt.

### Discapacitat
Des del 2010 utilitzen el mateix model de placa que els vehicles de passatgers però amb la combinació formada per sis xifres i la lletra "W" al darrere (ex. 123456W) i el símbol internacional d'accessibilitat a l'esquerra.